# Anke Buckinx
Anke Buckinx (Genk, 16 juni 1980) is een Belgisch radio- en televisiepresentatrice. 

## Loopbaan

### Doorbraak als VJ bij TMF
Anke Buckinx begon haar mediacarrière na een succesvolle deelname aan de talentenjacht Rate the VJ op de Vlaamse jongerenzender TMF, van waaruit de Limburgse werd aangeworven als vaste presentatrice. Ze was er onder meer tijdlang het gezicht van de toenmalige televisieversie van De Afrekening, een hitparade die door radiozender Studio Brussel wordt samengesteld. 

### Qmusic en presentatiewerk voor Medialaan
In 2006 nam Anke Buckinx afscheid van TMF, om vervolgens over te stappen naar de Vlaamse Media Maatschappij (VMMa), het huidige DPG Media en voorheen ook jarenlang Medialaan. 
Buckinx was er sindsdien in hoofdzaak aan de slag bij radiozender Qmusic, waar ze allereerst jarenlang, tot eind juni 2013, de copresentatrice van Wim Oosterlinck was in het avondspitsprogramma Wim Oosterlinck Showtime. Terloops speelde ze in 2007 ook een gastrol in de VTM-soap Familie en presenteerde ze in 2008 het erotisch televisieprogramma 100 Hete Vragen op 2BE. In 2011 verving Buckinx gedurende enkele weken een van de presentatoren van het showbizzmagazine De dagshow en presenteerde ze ook een online-programma rond So you think you can dance. Voor de concurrerende televisiezender VIJF leverde ze in 2013 een paar maanden de voice-over bij het showbizzmagazine Storywood.
Na een stilte van ruim een jaar, keerde Buckinx vanaf november 2014 terug op Qmusic met een eigen programma, Dealen met Anke, dat sindsdien elk weekend werd uitgezonden. Vanaf de zomer van 2015 presenteerde ze er ook elke schoolvakantiedag de weekochtend aan de zijde van Vincent Fierens. Daarnaast vormde ze in het voorjaar 2016 een duo met Sven Ornelis voor de uitzendingen rond de Top 500 van de 90's.

### Overstap naar Joe &Sven en Anke
In juni 2016 presenteerde Anke Buckinx voor het laatst op Qmusic. Hierna werd bekendgemaakt dat Buckinx vanaf augustus 2016 samen met Sven Ornelis het ochtendprogramma op zusterzender JOE ging presenteren. Sven & Anke werd sindsdien een van de meest beluisterde ochtendshows van Vlaanderen. Op 27 januari 2024 wonnen ze met de show de tweede editie van de Kastaars! mediaprijs voor Beste Radioprogramma, nadat ze ook in 2023 al op de shortlist voor deze prijs waren beland.

## Trivia
- In 2024 nam ze deel, samen met Heidi Van Tielen aan de Code van Coppens.
- In 2025 was ze een van de acht BV's die deelnamen aan het reality-televisieprogramma Kung Fu Helden op VTM.